# Dodecaedru trunchiat triaugmentat
În geometrie un dodecaedru trunchiat triaugmentat este un poliedru convex construit prin augmentarea unui dodecaedru trunchiat (un poliedru arhimedic) cu trei cupole pentagonale (J5) pe trei din fețele sale decagonale neadiacente. Este poliedrul Johnson J70.
Având 62 de fețe, este un hexacontadiedru.

## Mărimi asociate
Următoarele formule pentru arie, A, și volum, V, sunt stabilite pentru lungimea laturilor tuturor poligoanelor (care sunt regulate) a:
{\displaystyle A={\frac {1}{4}}\left(60+35{\sqrt {3}}+90{\sqrt {5+2{\sqrt {5}}}}+3{\sqrt {5\left(5+2{\sqrt {5}}\right)}}\right)a^{2}\approx 104,564756~a^{2},}
{\displaystyle V={\frac {7}{12}}\left(75+37{\sqrt {5}}\right)a^{3}\approx 92,011801~a^{3}.}